# Acanthopsetta nadeshnyi
Acanthopsetta nadeshnyi är en fiskart som beskrevs av Schmidt, 1904. Acanthopsetta nadeshnyi ingår i släktet Acanthopsetta och familjen flundrefiskar. Inga underarter finns listade i Catalogue of Life.